# 6 mai en sport
6 avril 6 juin
Chronologies thématiques
- Croisades
- Ferroviaires
- Disney

Le 6 mai (126e jour de l'année ou 127e en cas d'année bissextile) en sport.

## Événements

### XIXesiècle
- 1894 :
  - (Football) : au vélodrome de Courbevoie, la finale du premier championnat de France de football USFSA est rejouée : le Standard A.C. s'impose 2-0 face au White-Rovers.
- 1900 :
  - (Football) : à Bécon les Bruyères, en finale du championnat de France de football USFSA Le Havre s'impose 1-0 face au Club français.

### XXesièclede1901à1950
- 1910 :
  - (Football) : le Racing Club Luxembourg est sacré premier champion du Luxembourg.
- 1923 :
  - (Football) : le Red Star remporte sa troisième Coupe de France consécutive en s'imposant 4-2 face au FC Sète.
- 1927 :
  - (Football) : l'Olympique de Marseille remporte la Coupe de France en s'imposant 3-0 face à l'US Quevilly.
- 1928 :
  - (Football) : le Red Star remporte la Coupe de France en s'imposant 3-1 face au CA Paris.
  - (Sport automobile) : le Français Albert Divo sur une T35B remporte la course Targa Florio.
  - (Rugby à XV) : la Section paloise remporte la finale du championnat de France 6-4 face à l'US Quillan.
- 1934 :
  - (Sport automobile) : l'Italien Achille Varzi, sur une Alfa Romeo remporte le Grand Prix automobile de Tripoli qui se déroulait sur le Circuit de la Mellaha.
  - (Football) : le FC Sète remporte la Coupe de France en s'imposant 2-1 face à l'Olympique de Marseille.
  - (Football) : le Madrid FC remporte la Coupe d'Espagne en s'imposant 2-1 en finale face au Valence CF
- 1945 :
  - (Football) : le RC Paris remporte la Coupe de France en s'imposant 3-0 face à Lille OSC.

### XXesièclede1951à2000
- 1951 :
  - (Football) : le RC Strasbourg remporte la Coupe de France en s'imposant 3-0 face à USVA Valenciennes.
- 1954 :
  - (Athlétisme) : le Britannique Roger Bannister devient le premier athlète à courir le mile sous les 4 minutes : 3 min 59 s 4.
- 1970 :
  - (Football) : le Feyenoord Rotterdam remporte la finale de la Coupe d'Europe des clubs champions face au Celtic FC, 2-1.
- 1978 :
  - (Football) : à Wembley, Ipswich Town FC remporte la FA Challenge Cup en s'imposant 1-0 en finale face à Arsenal FC.
- 1984 :
  - (Sport automobile /Formule 1) : au Grand Prix automobile de Saint-Marin qui se déroulait sur le circuit Enzo et Dino Ferrari, doublé français, victoire d'Alain Prost sur une McLaren-TAG, René Arnoux est second sur une Ferrari.
- 1986 :
  - (Football) : le Real Madrid remportent la Coupe UEFA face au FC Cologne 5-1 et 0-2.
- 1991 :
  - (Athlétisme) : Sergueï Bubka porte le record du monde du saut à la perche à 6,07 mètres.
- 1992 :
  - (Football) : le Werder Brême remportent la Coupe d'Europe des vainqueurs de coupes face à l'AS Monaco (2-0).
- 1996 :
  - (Rugby à XV) : le Stade toulousain remporte la finale du championnat de France 31-16 face au Castres olympique.
  - (Hockey sur glace) : La République tchèque remporte le championnat du monde en s'imposant en finale face au Canada 4-2.
- 1997 :
  - (Football) : Manchester United devient champion d'Angleterre.
- 1998 :
  - (Football) : au Parc des Princes, l'Inter Milan remporte la Coupe UEFA en s'imposant en finale face à la Lazio Rome 3-0.
- 2000 :
  - (Football) : le Bayern de Munich remporte la Coupe d'Allemagne face au Werder Brême en s'imposant 3-0 en finale.

### XXIesiècle
- 2007 :
  - (Sport automobile /Rallye) : au rallye d'Argentine 2007, Sébastien Loeb remporte sa quatrième victoire de la saison (la troisième consécutivement) et conserve la tête du championnat devant Marcus Grönholm et Mikko Hirvonen.
- 2016 :
  - (Aviron /Championnats d'Europe) : début de la 74e édition des Championnats d'Europe d'aviron qui se déroulent à Brandebourg-sur-la-Havel, en Allemagne jusqu'au 8 mai 2016.
  - (Cyclisme sur route /Tour d'Italie) : début du 99e Tour d'Italie qui se déroule jusqu'au 29 mai 2016 dont le prologue a lieu à Apeldoorn aux Pays-Bas. La 1re étape du Tour d'Italie 2016 voit la victoire du Néerlandais Tom Dumoulin.
  - (Football /Ligue 2) : déjà assuré de retrouver la Ligue 1, la saison prochaine, Nancy décroche le titre de champion de France de Ligue 2 à l'occasion de la 37e journée. Dans le bas du tableau, le couperet est tombé pour le Paris Football Club et Créteil, les deux clubs franciliens sont officiellement relégués en National.
  - (Hockey sur glace /Championnat du monde) : début de la 80e édition du Championnat du monde qui se dispute jusqu'au 22 mai 2016 dans les villes de Moscou et Saint-Pétersbourg en Russie.
- 2019 :
  - (Snooker /Championnat du monde) : au Crucible Theatre de Sheffield, l'Anglais Judd Trump remporte son 1er titre de champion du monde de snooker en battant l'Écossais John Higgins 18 frames à 9.
- 2023 :
  - (Cyclisme sur route /Tour d'Italie) : début du 106e Tour d'Italie qui se déroule jusqu'au 28 mai 2023 dont le prologue a lieu entre Fossacesia et Ortona. Il est remporté par le belge Remco Evenepoel qui prend le maillot rose.
- 2024 :
  - (Cyclisme sur route /Tour d'Italie) : sur la 3e étape du Tour d'Italie qui se déroule entre Novare et Fossano, dans le Piémont, sur une distance de 166 km, victoire du Belge Tim Merlier au sprint. Le Slovène Tadej Pogačar conserve son Maillot rose.
  - (Snooker /Championnat du monde) : au Crucible Theatre de Sheffield, l'Anglais Kyren Wilson remporte son 1er titre de champion du monde de snooker en battant le Gallois Jak Jones 18 frames à 14.

## Naissances

### XIXesiècle
- 1865 :
  - John Walter Christie, pilote de courses automobile américain. († 11 janvier 1944).
- 1873 :
  - Harry Parker, joueur de tennis néo-zélandais. († 14 mai 1961).
- 1880 :
  - Paul Colas, tireur français. Médaillé de bronze à la petite carabine par équipes aux Jeux de Londres 1908 puis champion olympique à la carabine à 300 m et à la carabine à 600 m aux Jeux de Stockholm 1912 et médaillé d'argent à la carabine par équipes aux Jeux de Paris 1924. († 9 septembre 1956).
- 1887 :
  - Thomas Dunderdale, hockeyeur sur glace canadien. († 15 décembre 1960).

### XXesièclede1901à1950
- 1912 :
  - Ellen Müller-Preis, fleurettiste autrichienne. Championne olympique en individuelle aux Jeux de Los Angeles 1932 puis médaillée de bronze aux Jeux de Berlin 1936 et aux Jeux de Londres 1948. Championne du monde d'escrime au fleuret individuel 1947, 1949 et 1950. († 18 novembre 2007).
- 1915 :
  - Cesare Del Cancia, cycliste sur route italien. Vainqueur de Milan-San Remo 1937 († 25 avril 1972).
- 1917 :
  - Jack Stewart, hockeyeur sur glace canadien. († 26 mai 1983).
- 1919 :
  - André Guelfi, pilote de courses automobile et homme d'affaires français. († 28 juin 2016).
  - Juan Carlos Muñoz, footballeur argentin. Vainqueur de la Copa América 1945. (11 sélections en équipe nationale). († 22 novembre 2009).
- 1923 :
  - Harry Watson, hockeyeur sur glace puis entraîneur canadien. († 21 novembre 2002).
- 1924 :
  - Maurice Mollin, cycliste sur route belge. Vainqueur de Liège-Bastogne-Liège 1948. († 5 août 2003).
- 1931 :
  - Willie Mays, joueur de baseball américain († 18 juin 2024).
- 1932 :
  - José Maria Marin, joueur de football brésilien. († 20 juillet 2025).
- 1934 : 
  - Hans Junkermann, cycliste sur route allemand. († 11 avril 2022).
- 1937 :
  - Edgar Berney, pilote de courses automobile suisse. († 21 septembre 1987).
  - Rubin Carter, boxeur américano-canadien. († 20 avril 2014).
  - Jean Othats, joueur rugby à XV français. (2 sélections en équipe de France). († 10 septembre 1964).
- 1938 :
  - Leroy Wright, joueur de basket-ball américain. († 21 mars 2020).
- 1940 :
  - Vito Taccone, cycliste sur route italien. Vainqueur du Tour de Lombardie 1961. († 15 octobre 2007).

### XXesièclede1951à2000
- 1955 :
  - Avram Grant, entraîneur de football israélo-polonais.
- 1958 :
  - Tommy Byrne, pilote de courses automobile irlandais.
- 1959 :
  - Andreas Busse, athlète de demi-fond est-allemand puis allemand.
- 1960 :
  - Patrick Cubaynes, footballeur français. Champion olympique aux Jeux de Los Angeles 1984.
- 1962 :
  - Philippe Bouëdo, taekwondoïste français. Médaillé de bronze poids léger aux Mondiaux de taekwondo 1982. Médaillé d'argent des - 68 kg aux CE de taekwondo 1982.
- 1964 :
  - Andrea Chiesa, pilote de F1 suisse.
- 1967 :
  - Christophe Pillon, pilote de courses automobile suisse.
- 1971 :
  - Jan Henri Ducroz, curleur français.
- 1972 :
  - Sébastien Amiez, skieur alpin français. Médaillé d'argent du slalom aux Jeux de Salt Lake City 2002. Médaillé d'argent du slalom aux Championnats du monde de ski alpin 1997.
  - Martin Brodeur, hockeyeur sur glace canadien. Champion olympique aux Jeux de Salt Lake City 2002 et aux Jeux de Vancouver 2010.
- 1977 :
  - Marc Chouinard, hockeyeur sur glace canadien.
  - Mark Eaton, hockeyeur sur glace américain.
- 1978 :
  - Tony Estanguet, céiste puis dirigeant sportif français. Champion olympique en canoë monoplace slalom aux Jeux de Sydney 2000, aux Jeux d'Athènes 2004 puis aux Jeux de Londres 2012. Champion du monde de canoë-kayak C1 2006, 2009 et 2010. Champion d'Europe de canoë-kayak C1 2006, Champion d'Europe de canoë-kayak en individuel et par équipes 2011. Membre du CIO depuis 2013 et président du comité d'organisation des Jeux olympiques de Paris 2024[1].
  - Tanguy de Lamotte, navigateur français.
- 1979 :
  - Benita Johnson, athlète de fond australienne. Championne du monde de cross-country 2004.
  - Jon Montgomery, skeletoneur canadien. champion olympique aux Jeux de Vancouver 2010.
- 1980 :
  - Ricardo Oliveira, footballeur brésilien. Vainqueur de la Copa América 2004 et de la Coupe UEFA 2004 (16 sélections en équipe nationale).
- 1982 :
  - Kyle Shewfelt, gymnaste canadien. Champion olympique du sol aux Jeux d'Athènes 2004.
  - Francisco Ventoso, cycliste sur route espagnol.
- 1983 :
  - Daniel Alves da Silva, footballeur brésilio-espagnol. Vainqueur de la Copa América 2007, de la Coupe UEFA 2006 et 2007, et de la Ligue des champions 2009 et 2015. (89 sélections avec l'équipe du Brésil).
- 1984 :
  - Sylvain Georges, cycliste sur route français.
- 1985 :
  - Chris Paul, basketteur américain. Champion olympique aux Jeux de Pékin 2008 et aux Jeux de Londres 2012 (27 sélections en équipe nationale).
- 1986 :
  - Sean Cronin, joueur de rugby à XV irlandais. Vainqueur des tournois des Six Nations 2014 et 2015 puis du Grand Chelem 2018 et de la Coupe d'Europe de rugby à XV 2019. (70 sélections en équipe nationale).
  - Goran Dragić, basketteur slovène. Champion d'Europe de basket-ball 2017. (69 sélections en équipe nationale).
  - Jason Jones, basketteur franco-américain.
  - Roman Kreuziger, cycliste sur route tchèque. Vainqueur du Tour de Suisse 2008, du Tour de Romandie 2009 et de l'Amstel Gold Race 2013.
  - Tanerau Latimer, joueur de rugby à XV néo-zélandais. (5 sélections en équipe nationale).
- 1987 :
  - Romain Beynié, footballeur français.
  - Leo Lyons, basketteur américain.
  - Dries Mertens, footballeur belge. (55 sélections en équipe nationale).
- 1988 :
  - Alexis Ajinça, basketteur français. Champion d'Europe de basket-ball 2013. (28 sélections en équipe de France).
  - Ryan Anderson, basketteur américain.
  - Miranda Ayim, basketteuse canadienne.
- 1989 :
  - Dominika Cibulková, joueuse de tennis slovaque.
  - David de la Cruz, cycliste sur route espagnol.
- 1990 :
  - Craig Dawson, footballeur anglais.
  - Matti Nuutinen, basketteur finlandais. (41 sélections en équipe nationale).
  - Paweł Poljański, cycliste sur route polonais.
  - Sébastien Simon, navigateur et skipper français. Vainqueur de la Solitaire du Figaro 2018.
- 1991 :
  - Camille Catala, footballeuse française. (28 sélections en équipe de France).
- 1992 :
  - Brendan Gallagher, hockeyeur sur glace canadien.
  - Alen Omić, basketteur slovène.
  - Sir'Dominic Pointer, basketteur américain.
  - Jonas Valančiūnas, basketteur lituanien.
- 1993 :
  - Audrey Daule, poloïste française. (77 sélections en équipe de France ).
  - Anthony Koura, footballeur français.
  - Uroš Kovačević, volleyeur serbe. Champion d'Europe masculin de volley-ball 2011 et 2019. Vainqueur du Challenge Cup masculine 2016 et de la Coupe de la CEV masculine 2019. (184 sélections en équipe nationale).
- 1994 :
  - Barnabás Bese, footballeur hongrois. (22 sélections en équipe nationale).
  - Sam Dekker, basketteur américain.
  - Damyean Dotson, basketteur américain.
  - Mateo Kovačić, footballeur austro-croate. Vainqueur des Ligue des champions 2016, 2017, 2018 et 2021 ainsi que de la Ligue Europa 2019. (98 sélections avec l'équipe de Croatie).
  - Veronika Malá, handballeuse tchèque. Victorieuse de la Ligue européenne 2022. (69 sélections en équipe nationale).
  - Guillermo Maripán, footballeur chilien. (47 sélections en équipe nationale).
- 1995 :
  - Darya Maslova, athlète de fond kirghize. Championne d'Asie d'athlétisme du 5 000 et du 10 000 m 2017 puis du 5 000 m 2018.
  - Marko Pjaca, footballeur croate. (24 sélections en équipe nationale).
  - Óscar Rodríguez, cycliste sur route espagnol.
- 1997 :
  - Thanásis Androútsos, footballeur grec. (10 sélections en équipe nationale).
- 1999 :
  - Achraf Dari, footballeur marocain. (6 sélections en équipe nationale).
  - Argýris Kampetsís, footballeur grec.

### XXIesiècle
- 2001 :
  - Kornelius Normann Hansen, footballeur norvégien.
- 2002 :
  - Bradley Locko, footballeur français.
  - William Milovanović, footballeur suédois.
  - Cole Palmer, footballeur anglais.
  - Angel Reese, basketteuse américaine.
  - Filip Szymczak, footballeur polonais.
- 2003 :
  - Alex Fudge, basketteur américain.
  - Amin Hazbavi, footballeur iranien.
- 2007 :
  - Lassana Traoré, footballeur sénégalais.

## Décès

### XXesièclede1901à1950
- 1931 :
  - Billy Garraty, 52 ans, footballeur anglais. (° 6 octobre 1878).
- 1939 :
  - Godfrey Brinley, 74 ans, joueur de tennis américain. (° 22 novembre 1864).

### XXesièclede1951à2000
- 1953 :
  - Harry Smith, 69 ans, hockeyeur sur glace canadien. (° 29 décembre 1883).
- 1955 :
  - Giovanni Gerbi, 69 ans, cycliste sur route italien. Vainqueur du Tour de Lombardie 1905. (° 20 mai 1885).
- 1956 :
  - Arthur Vanderstuyft, 72 ans, cycliste sur route belge. (° 23 décembre 1883).
- 1965 :
  - René Guénot, 74 ans, cycliste sur route français. (° 8 novembre 1890).
- 1978 :
  - Ethelda Bleibtrey, 76 ans, nageuse américaine. Championne olympique du 100 m, 300 m et du relais 4 × 100 m nage libre aux Jeux d'Anvers 1920. (° 27 février 1902).
- 1988 :
  - Joop Brandes, 67 ans, footballeur néerlandais. (3 sélections en équipe nationale). (° 26 juin 1920).
- 1992 :
  - Gaston Reiff, 71 ans, athlète de fond belge. Champion olympique du 5 000 m aux Jeux de Londres 1948. (° 24 février 1921).
- 1995 :
  - Noel Brotherston, 38 ans, footballeur nord irlandais. (° 18 novembre 1956).

### XXIesiècle
- 2010 :
  - Robin Roberts, 83 ans, joueur de baseball américain. (° 30 septembre 1926).
- 2014 :
  - Pierre Noblet, 92 ans, pilote de courses automobile français. (° 18 décembre 1921).
- 2016 :
  - Patrick Ekeng Ekeng, 26 ans, footballeur camerounais. (° 26 mars 1990).
- 2021 : 
  - Christophe Revault, 49 ans, footballeur français. (° 22 mars 1972).